# Ismail Pașa
Ismail Pașa (în arabă إسماعيل باشا, transliterat: Ismā‘īl Bāshā, în turcă İsmail Pașa), cunoscut și ca Ismail cel Magnific (n. 31 decembrie 1831, Cairo, Imperiul Otoman – d. 2 martie 1895, Constantinopol, Imperiul Otoman), a fost chedivul (viceregele) Egiptului și Sudanului din 1863 până în 1879, când a fost îndepărtat de la putere la presiunea guvernului Regatului Unit. Ismail Pașa a urmărit să îndeplinească obiectivele ambițioase ale bunicului său, Muhammad Ali Pașa, și, în timpul domniei sale, a reușit să modernizeze foarte mult Egiptul și Sudanul, investind mult în dezvoltarea industrială și economică, în dezvoltarea urbană și extinderea granițelor țării în Africa.
Abordarea lui politică poate este clară în declarația pe care a făcut-o în 1879: „Țara mea nu mai este în Africa, acum facem parte din Europa. Prin urmare, este firesc pentru noi să abandonăm căile noastre anterioare și să adoptăm un nou sistem adaptat la condițiile noastre sociale”.
În 1867, el a reușit să obțină recunoașterea de către Imperiul Otoman și puterile europene a titlului său de hîdiv (vicerege), care l-a înlocuit pe cel de valiu (guvernator), pe care îl folosiseră predecesorii săi din Eyaletul Otoman al Egiptului și Sudanului (1517–1867). Pe de altă parte, politicile lui Ismail au împins finanțele  Khedivatului Otoman al Egiptului și Sudanului (1867–1914) în criză, ceea ce a dus la vânzarea acțiunilor pe care le deținea Egiptul la Compania Canalului Suez către Regatul Unit și, în cele din urmă, la răsturnarea sa de la putere  în urma intervenției britanice. 
Orașul Ismailia și-a primit numele în onoarea sa. 

## Familia
Ismail, al doilea fiu dintre cei trei ai lui Ibrahim Pașa și nepotul lui Muhammad Ali, s-a născut în Cairo în Palatul Al Musafir Khana.
Masa lui a fost prințesa cercheză Hoșyar Kadîn,, cea de-a treia nevastă a tatălui său. Se presupune că Hoșyar era sora Valide Sultan Pertevniyal (1812–1883). Pertevniyal era soția sultanului Mahmud al II-lea al Imperiului Otoman, mama viitorului sultan Abdülaziz I.

## Tinerețea
După ce a fost educat în Franța, unde a urmat cursurile École d'état-major, s-a întors în patrie și, după moarte fratelui său mai mare, a devenit moșternitorul unchiului lui, Said I, valiu și khedive al Egiptului și Sudanului. Said, care se pare că a considerat că este mai în siguranță atâta vreme cât nepotul său este cât mai departe de Egipt, l-a trimis pe Ismail în misiuni peste graniță, cele mai importante fiind cele pe lângă Papă, împăratul Napoleon al III-lea și sultanul Imperiului Otoman. În 1861, l-a numit pe Ismail la comanda unei armate de 18.000 de soldați, trimisă să înăbușe o insurecție din Sudan. Ismail s-a achitat de misiune în mod strălucit.  

## Khedive al Egiptului
După moartea lui Said, Ismail a fost proclamat kendive pe 19 ianuarie 1863, deși otomanii și alte marile puteri l-au recunoscut doar ca gvernator. Ismail a pretins să fie recunoscut ca vicerege, la fel cum ceruseră bunicul lui, Muhamad Ali Pașa, și cei care i-au urmat la conducerea Egiptului și Sudanului, un titlu pe care Poarta Otomană a refuzat în mod constant să îl recunoască. În cele din urmă, Ismail a reușit să îl convingă în 1867 pe sultanul  Abdülaziz să semneze un firman prin care să recunoască titlul de vicerege în schimbul unei creșteri a tributului datorat. Printr-un alt firman, sultanul a modificat legea de succesiune în Egipt, de la tradiția moștenirii de la fratele mai mare la fratele mai mic la mai moderna succesiune de la tată la fiu. Un nou decret din 1873 recunoștea practic independența Kendivatului Egiptului fată de Imperiul Otoman. 

### Reformele
Ismail a cheltuit sume mari de bani pentru înfăptuirea reformelor sale, o parte a banilor fiind folosiți pentru mituirea înalților funcționari otomani. Cea mai mare parte a cheltuielilor au fost îndreptate spre construirea Canalului Suez. Aproximativ 46 de milioane de lire au fost cheltuite în proiectul de construire a 13.000 km de canale de irigație pentru modernizarea agriculturii. De asemenea, au fost construite peste 1.450 km de căi ferate, 8.050 km de linii telefonice, 400 de poduri, 4.500 de școli și a fost extins și modernizat portul Alexandria. Datoria publică a crescut de la 3 milioane la 90 de milioan de lire, țara având în acea perioadă o populație de 5 milioane de locuitori și venituri la bugetul de stat de aproximativ 8  milioane de lire.
Ismail a inițiat o serie de reform almple, comparabile ca amploare cu cele ale bunicului său. El reușit să modernizeze sistemul vamal și al poștei, a stimulat dezvoltarea comerțului, a construit primel fabrici de zahăr, a dezvoltat industria bumbacului, a construit palate și sprijinit dezvoltarea operei și teatrului. Peste o sută de mii e europeni au decis să vină să muncească în Cairo, unde a fost contruit în vestul orașului un nou cartier după modelul urban din Paris. Și orașul Alexandria s-a bucurat de investiții pentru modernizare și dezvoltare. Ismail a lansat un program vast de construcție a căilor ferate, care a transformat Egiptul și Sudanul dintr-o regiune practic fără transport feroviar într-una cu una dintre cele mai mari densități din lume ale căilor ferate (calculată la  la kilometrul locuibil).
Reforma educației a mărit bugetul sistemului public de învățământ de mai mult de zece ori. Școlile primare și secundare tradiționale au fost extinse și au fost create școli specializate tehnice și profesionale. A fost reluată practica trimiterii studenților egipteni la studiu în Europa, încurajând formarea unei elite intelectuale de tip occidental. În 1871 a fost fondată Biblioteca Națională.

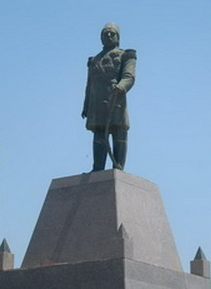
Statuia lui Ismail Pașa din Alexandria

Una dintre cele mai importante realizări ale sale a fost crearea în noiembrie 1866 aunei adunări naționale a reprezentanților. Deși înițial această adunare trebuia să fie un organism pur consultativ, membrii săi au ajuns în cele din urmă să exercite o influență importantă asupra afacerilor statului. Șefii comunităților sătești au dominat adunarea și au ajuns să exercite o influență politică și economică tot mai mare asupra zonei rurale dar și a guvernului central. Această  fost influență a fost demonstrată în 1876, când adunarea l-a convins pe Ismail să restabilească o lege adoptată de el în 1871, dar abrogată ceva mai târziu, care oferea dreptul de proprietate funciară și scutiri de taxe persoanelor care plăteau în avans impozitul funciar pe șase ani. 
Ismail a încercat să reducă comerțul cu sclavi. Beneficiind de sfaturie și spijinul financiaral lui Yacoub Cattaui, Ismail a extins controlul exercitat de Egipt în Africa. În  1874 el a anexat Darfurul, dar încercările  de cucerire a unor teritorii din Etiopia au fost împiedicate de victoriile împăratului Yohannes al IV-lea în bătălile de la Gundat din 16 noiembrie 1875 și de la Gura din luna martie a anului următor. 

### Războiul cu Etiopia
Ismail a visat să-și extindă stăpânirea de-a lungul fluviului Nil, de la vărsare până la izvoare, și pe de-a lungul litoralului african al  Mării Roșii. Proiectele politico-militare ale viceregelui, care vizau și controlul al unor întinse terenuri fertile și a unor presupuse zăcăminte de materii prime, l-au condus pe Ismail la un conflict deschis cu împăratul Etiopiei Yohannes al IV-lea. În 1865, Sublima Poartă Otomană a cedat lui Ismail controlul asupra provinciei Habesh (cu principalele orașe ale regiunii, porturile la Marea Roșie Massawa și Suakin). Această provincie, care se învechina cu Etiopia, a reprezentat la început doar o fâșie litorală, dar s-a extins mai apoi în interiorul teritoriului controlat de împăratul etiopian. Ismail aocupat regiuni care fuseseră revendicate inițial de otomani în secolul al XVI-lea, atunci când înființaseră eyaletul (provincia) Habesh. Au fost inițiate noi proiecte promițătoare din punct de vedere economic, cum au fost uriașele plantații de bumbac din delta fluviului Barka. În 1872, regiunea Bogos și orașul Keren au fost anexate de către guvernatorul noii „Provinci al Sudanului Răsăritean și al Coastei Mării Roșii”, Werner Munzinger Pașa. În octombrie 1875, armata egipteană a ocupat regiunea înaltă învecinată Hamasien, căre fusese până atunci triburară împăratului etiopian. 
În martie 1876, forțele lui Ismail au suferi o înfrângere dezastroasă în Bătălia de la Gura. Hassan, fiul lui Ismail, a fost luat prizonier de etiopieni și a fost eliberat doar după plata unei răscumpărări importante. Aceste evenimete au fost urmate de o lungă perioadă de pace armată, care s-a încheiat doar după semnarea tratatului anglo-egipteano-etiopian (Tratatul Hewett). Prin acest tratat, regiunea Bogos a fost returnată Etiopiei.  Provincia Mării Roșii create de Ismail și guvernatorul Munzinger Pașa a fost ocupată de italieni la scurtă vreme după semnarea tratatului și a devenit baza proclamării coloniei Eritreea în 1890.

### Canalul Suez

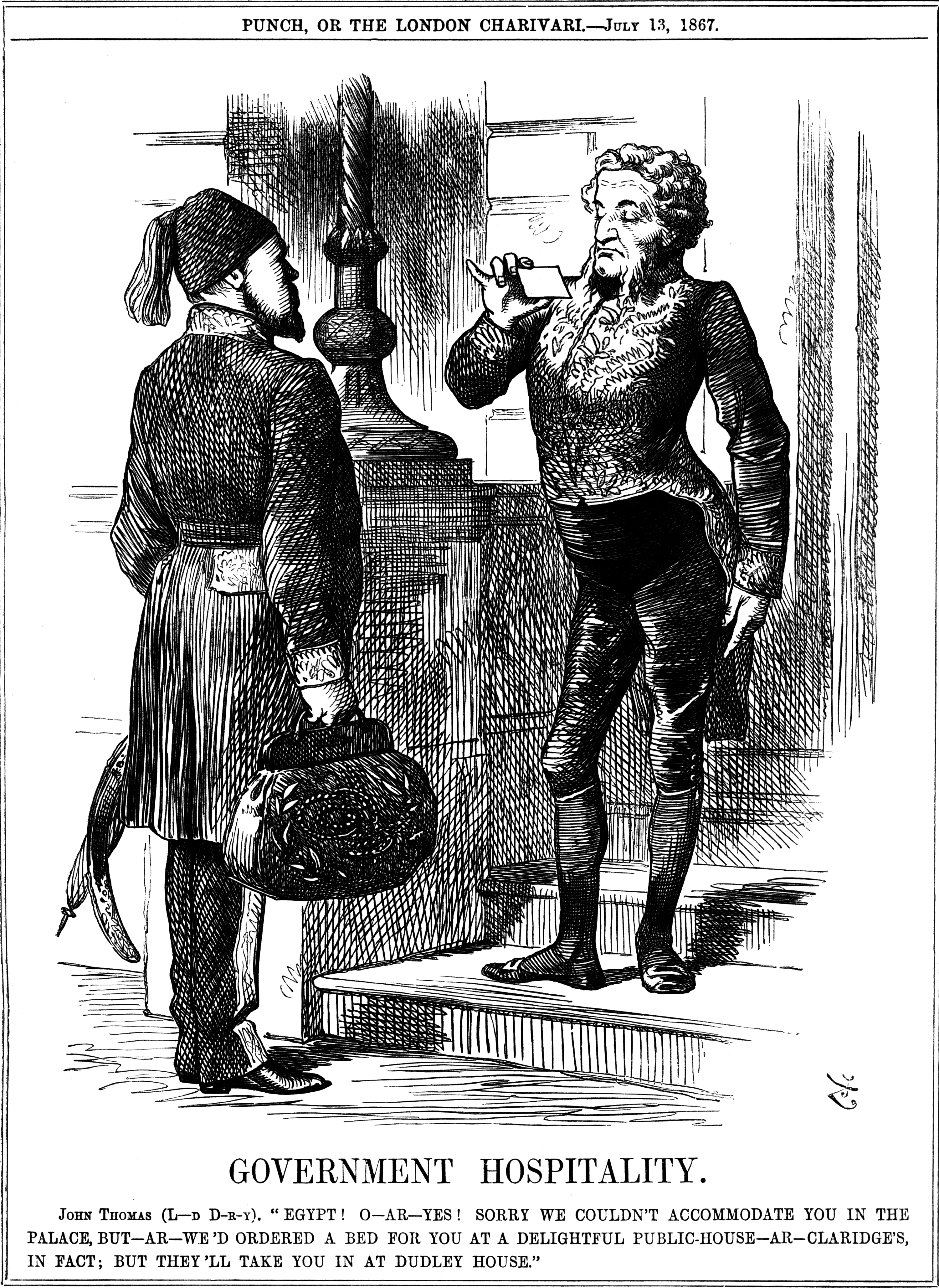
Caricatură din Punch - Ismail Pașa în timpul vizitei sale din Regatul Unit în 1867

Unul dintre cele mai importante evenimente ale khendivatului lui Ismail legată îndeaproape de construirea Canalului Suez. El a aprobat proiectul și a supervizat construcția porțiunii executate de egipteni. Sfătuit de cosilierul său apropiat și ministrul de finanțe, Yacoub Cattaui, Ismail a refuzat să ratifice concesionarea canalului, iar problema a fost adusă propusă pentru arbitraj lui Napoleon al III-lea. Împăratul a acordat 3.800.000 de lire companiei canalului drept compensație pentru pierderile suferite de aceasta după ce Ismail a modificat planurile inițiale. Ismail a folosit cu succes mai apoi toate mijloacele disponibile, folosindu-și puterile sale mari și cheltuieli bine gândite, pentru ca să se pună pe poziție de egalitate cu suveranii străini și să câștige simpatia opiniei publice. El a vizitat în 1867 Parisul împreună cu sultanul Abdülaziz în timpul desfășurării Expoziției Universale, iar după aceasta Londra, unde a fost întâmpinat de primarul capitalei și a fost primit de regina Victoria.  În timpul vizitei în Regatul Unit, Ismail a stat alături de sutanul otoman la trecerea anuală în revistă a Royal Navy. În 1869, Ismail a efectuat o nouă vizită în Regatul Unit. La deschidere ofială a Canalului Suz, Ismail a organizat un festival cu o anvergură fără precedent, cea mai mare parte finanțată de casa bancară Cattaui, de la care a împrumutat 1 milion de dolari, invitând demnitari din întreaga lume.

### Datoria publică
Aceste evoluții, în special războiul costisitor cu Etiopia, au dus la puternica îndatorarea a  Egiptului la bănci din statele europene, care au folosit această poziție pentru obținerea de concesii din partea lui Ismail. Unul dintre cele mai nepopulare concesii printre egipteni și sudanezi a fost noul sistem al tribunalelor mixte, prin care europenii au erau judecați de judecători din propriile state, în locul instanțelor egiptene și sudaneze. Dar, în cele din urmă, criza financiară nu a mai putut fi evitată. O datorie națională de peste 100 de milioane de lire sterline (spre deosebire de cele trei milioane pe care le avea țara la începutul domnie) a fost rezultatul acțiunilor viceregelui, care a căutat să lichideze datoriile vechi prin accesarea unor noi împrumuturi luate la o dobândă mai ridicată. Deținătorii de obligațiuni au început să se agite, cei mai importanți fiind cei din Casa Cattaui. Au fost pronunțate hotărâri judecătorești împotriva lui Ismail în tribunalele internaționale.
Când nu a mai putu obține împrumuturi externe, Ismail, cu ajutorul lui Yacoub Cattaui , a vândut în 1875 guvernului britanic acțiunile egiptene și sudaneze la Canalul Suez pentru suma de 3.976.582 de lire sterline. Această vânzare a fost urmată imediat de începerea intervenției directe a Marilor Puteri în Egipt și Sudan.
În decembrie 1875, Stephen Cave și John Stokes au fost trimiși de guvernul britanic să facă o verificare a finanțelor Egiptului, și cei doi și-au publicat raportul în aprilie anul următor. Cei doi au sugerat ca, având în vedere risipa și extravaganța viceregelui, era necesar ca puterile străine să intervină pentru a restabili situației financiare. Rezultatul a fost înființarea Comisiei pentru Datoia Publică. În octombrie, George Goschen și Joubert au făcut o nouă verificare, care a dus la înființarea controlului anglo-francez asupra finanțelor și deciziilor guvenamentale. O altă comisie de anchetă înființată în 1878, condusă de către Evelyn Baring, l-a obligat pe Ismail să își cedeze proprietățile în folosul națiunii și să accepte poziția de suveran constituțional, cu Nubar Pașa ca premier, Charles Rivers Wilson în calitate de ministru al finanțelor și Monsieur  de Blignières în calitate de ministru al lucrărilor publice. 
Istoricul Eugene Rogan nota că „ironia situației era că Egiptul a investit în schemele sale de dezvoltare pentru a asigura independența față de dominația otomană și europeană. Cu toate acestea, cu fiecare nouă concesiune, guvernul Egiptului s-a făcut mai vulnerabil la atacurile europene”.

## Revolta lui Urabi și exilul

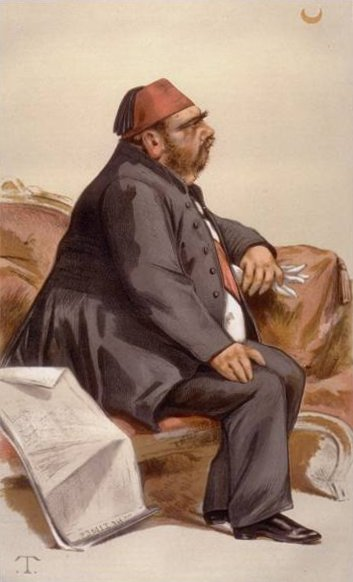
„Fostul Khedive”
Desen de Théobald Chartran din Vanity Fair, mai 1881

Controlul exercitat de europeni în țară a fost considerat inacceptabil de numeroși egipteni, care s-au unit sub comnda unui colonel, Ahmed Urabi. Revolta lui Urabi a devasat Egiptul. Ismail a nutrit speranța că revolta îl va elibera de controlul exerciat de euripeni și a făcut prea puți pentru ca să se opună rebelilor. Mai mult, a acceptat la un moment dat să satisfacă cererile lui Urabi și a dizolvat guvernul. Londra și Parisuyl au luat poziție fermă și, în mai 1879, au insistat ca viceregele să repună în funcți miniștii britanici și francezi. În condițiile în care regiuni întinse ale țării se aflau sub controlul lui Urabi, Ismail nu a putut fi de acord cu cerea occidentalilor și nici nu ar fi fost în intersul lui să cedeze. Ca urmare, guvernele de la Londra și Paris au făcut presiuni asupra sultanului otoman Abdülhamid al II-lea să îl destituie pe Ismail Pașa. Sultanul a acceptat să îl demită pe viceregele egipteanpe 26 iunie 1879. Succesor a fost  numit un personaj mai maleabil - Tewfik Pașa, cel mai mare fiu al lui Ismail. 
Ismail Pașa a plecat în exil, la început la Resina, (Ercolano) lângă Napoli, unde a rămas pană în 1885, când sultanul i-a permis  să se retragă în palatul lui pe malul Bosforului din cartierul Emirgan al Constantinopolului. Ismail a rămas în palat până la moarte, având un statut care poate fi echivalat cu unul al unui prizonier de stat. Conform unui articol din revista TIME, el a murit în timp ce încerca să bea două sticle de șampanie dintr-o înghițitură. El a fost îngropat mai târziu în Cairo.

## Ordine și decorații
- Ordinul Gloriei, Nișan-i İftihar
- Marea Cruce a  Ordinul Leopold, 1862
- Ordinul Osmanieh, clasa specială, 1863
- Marea Cruce a Ordinului Spadei, 1866
- Marea Cruce a Ordinului Leului Țarilor de Jos, 1866
- Marea Cruce a Legiunea de onoare, 1867
- Cavaler mare Coamndant al Ordinului Steaua Indiei, 1868
- Cavaler al  Ordinulul Suprem al Sfintei Bunei Vestiri, 1868
- Cavaler al Ordinului Vulturului Negru, 1868
- Marea Cruce a Ordinului Vulturului Roșu, 1868
- Marea Cruce a  Ordinului Sfinților Mauriciu și Lazăr, 1869
- Marea Cruce a Ordinului Coroanei Italiei, 1869
- Marea Cruce a Ordinului Mântuitorului, 1869
- Marea Cruce a  Ordinului Leopold, 1869
- membru de oanoarea  Academiei Bavareze de Științe, 1874
- Ordinului Steaua Strălucitoare a Zanzibarului, clasa I, 1875
- Ordinului Steaua Strălucitoare a Egiptului, clasa I, 1875